# 申侯 (周孝王时期)
申侯，生卒年不详，姜姓，西周时期西申国君主。

## 生平
申侯是大骆的嫡子成的外祖父。秦国的建国君主非子因帮助周孝王在汧河、渭河之间管理马匹，得到周孝王的赏识。周孝王打算废掉成，另立非子为大骆的继承人。申侯向周孝王指出：中潏是西申先祖骊山之女和戎胥轩的儿子，中潏由于亲戚关系归附于西周，保守西垂（今甘肃省一代）。现在西申又和大骆通婚，西戎得以归顺，西周的统治才能稳定。周孝王于是另封非子于秦邑（今甘肅省清水縣东北）为附庸，延续嬴姓的祭祀，號曰秦嬴。周孝王也没有废除成的继承权，以此来交好西戎。